# Jaime Moreno
Jaime Moreno Morales (Santa Cruz de la Sierra, 19 de enero de 1974) es un exfutbolista y exentrenador boliviano que jugaba como delantero. Jugó la mayor parte de su carrera en el D. C. United, donde permaneció durante 14 temporadas, desde 1996 hasta 2010. Su último equipo fue el Sport Boys. 
Es el futbolista más laureado en la historia de su país, junto con su compatriota Marco Etcheverry, con 17 títulos oficiales. 
Es el cuarto mayor goleador en la historia de la MLS con 133 anotaciones, superado por el jamaicano Jeff Cunningham y por los estadounidenses Chris Wondolowski y Landon Donovan, y es el segundo mayor asistente de la MLS con 102 asistencias.
Es considerado como uno de los fundadores del fútbol profesional en los Estados Unidos, esto se debe a que era el último (en su equipo) que formó el plantel inicial de 1996, también es visto como el mejor jugador en la historia de la MLS porque es el jugador que más récords ha conseguido, el de máximo goleador, asistente, años en activo y partidos jugados en un equipo de la MLS.
Sus mayores logros los consiguió con el D. C. United, equipo donde pasó la mayor parte de su carrera.
Desde 1991 hasta 2008, Moreno jugó 75 partidos con la Selección de fútbol de Bolivia, anotando 8 goles. Representó a la nación en cinco torneos de la Copa América y en la Copa Mundial de Fútbol de 1994.

## Trayectoria

### Inicios
Jaime Moreno, desde su infancia, mostró un gran interés por el fútbol, iniciándose en este deporte con la Academia Tahuichi Aguilera de Bolivia. Una de las mejores academias de fútbol del mundo. En la citada institución, Moreno, dio muestras de su talento nato con el balón.

### Blooming
Tras la Academia Tahuichi, pasó a formar parte de Blooming, en 1991, equipo boliviano que le abrió las puertas al mundo profesional. Institución por la cual mostró siempre un gran afecto.

### Independiente Santa Fe
Su paso por el club colombiano fue fugaz, firmó en 1994, pero solo jugó 5 partidos de liga, volviendo a su país de origen.

### Inglaterra
Fue adquirido por 250.000£, en 1994, por el Middlesbrough de Inglaterra, con tan solo 20 años.
Se convirtió en el segundo boliviano que jugaba en Inglaterra, tras Eduardo Reyes Ortiz (primer suramericano en jugar en Europa), en 1910.
Su estreno se hizo en la apertura oficial del nuevo Estadio de Riverside, del Middlesbrough (que jugaba anteriormente en el Ayresome Park), en un amistoso ante el equipo italiano Sampdoria. Tras ello, estuvo casi siempre como suplente. En total hizo 20 apariciones de la liga, pero solo marcó dos goles, uno contra el Barnsley, y otro ante el Cesena en la Copa Anglo-italiana. En este equipo fue el máximo anotador de los jugadores suplentes.

### Major League Soccer

Alineación titular en la final de la U.S. Open Cup 2009.

Desde Inglaterra, en 1996, fue transferido al D. C. United, por la liga (en medio de la temporada). La MLS, recientemente creada, era uno de los requisitos impuestos por la FIFA para que se disputase el Mundial 94 en suelo estadounidense, Jaime concibió que era un gran reto jugar en los Estados Unidos, porque iría a un país que no estaba familiarizado con el fútbol.
Sin duda ayudó a ganar la Copa MLS. En 1997, fue el mejor jugador de la liga, al liderar la tabla de goles con 16 anotaciones, fue además nombrado al MLS Best XI y ganó otra Copa MLS. Posteriormente añadiría una tercera Copa MLS y otro nombramiento al Best XI en 1999.
Después de la temporada 1997, pasó unos cuantos juegos en préstamo al Middlesbrough, marcando un gol ante el Stoke City.
1998 fue el mejor año de Moreno, ya que anotó 16 goles y dio 11 asistencias, sólo perdió el premio MVP de la MLS ante compañero de equipo y compatriota Marco Etcheverry.
Durante los siguientes años, continuó jugando con excelente nivel.

#### Años difíciles (2001-2003)

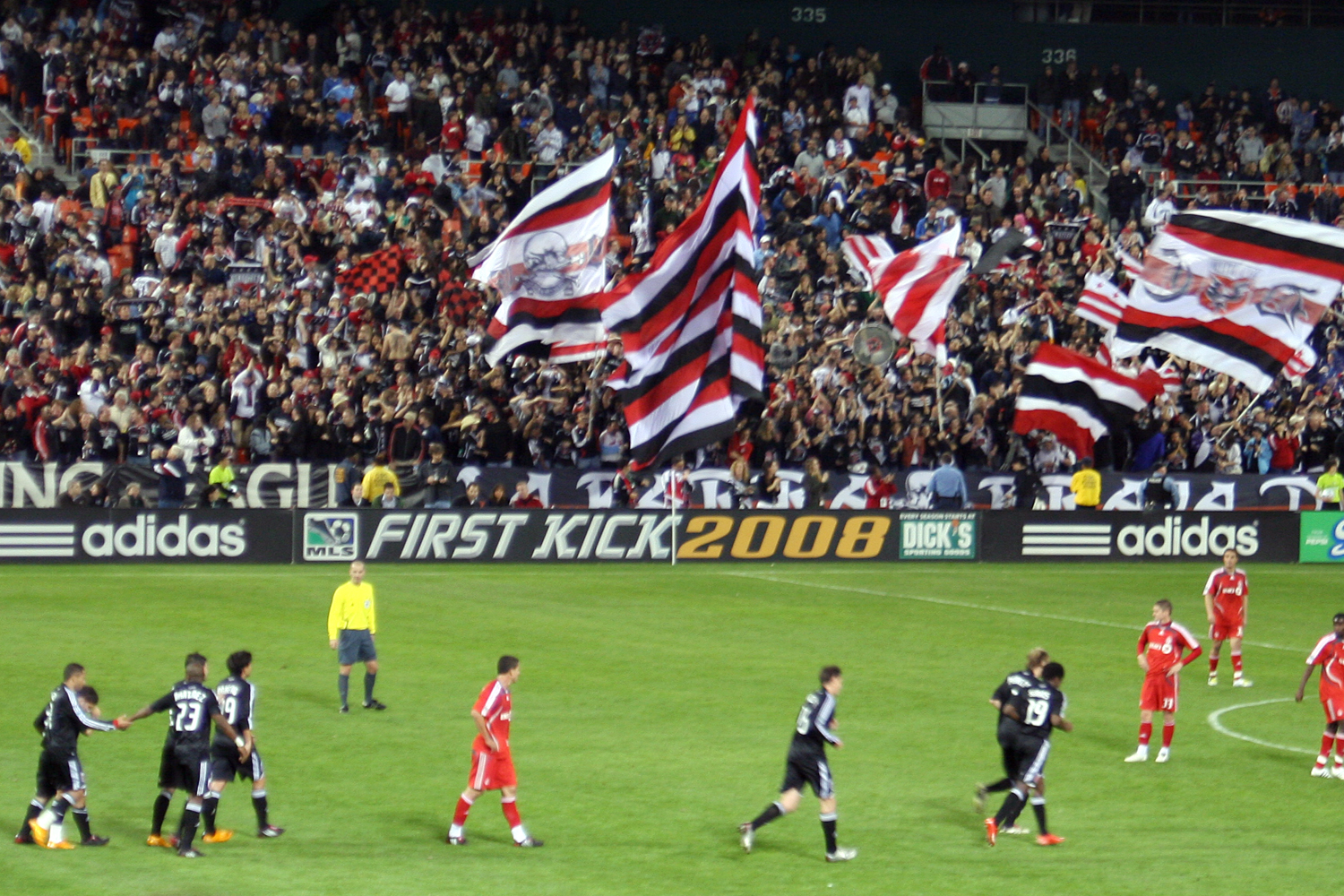
Celebración del último gol de Jaime, en 2010.

En el 2001 pasó por un difícil momento, en el cual, las lesiones le hicieron perder parte de su rendimiento. A raíz de esto, se iba a perder gran parte de la temporada 2002, como suplente. Sumándose a esto, tuvo un conflicto con el entrenador Ray Hudson (posiblemente ante la falta de oportunidades), que dio como resultado su salida al NY/NJ MetroStars, después de la temporada.
Jaime tampoco fue tomado muy en cuenta en el MetroStars, pero anotó dos goles, uno contra el D. C. United. Fue enviado de vuelta a su antiguo equipo antes de la temporada 2004, tras ello, se realizón un régimen de entrenamiento riguroso para evitar lesiones, recuperando su antigua forma.

#### 2004-2009

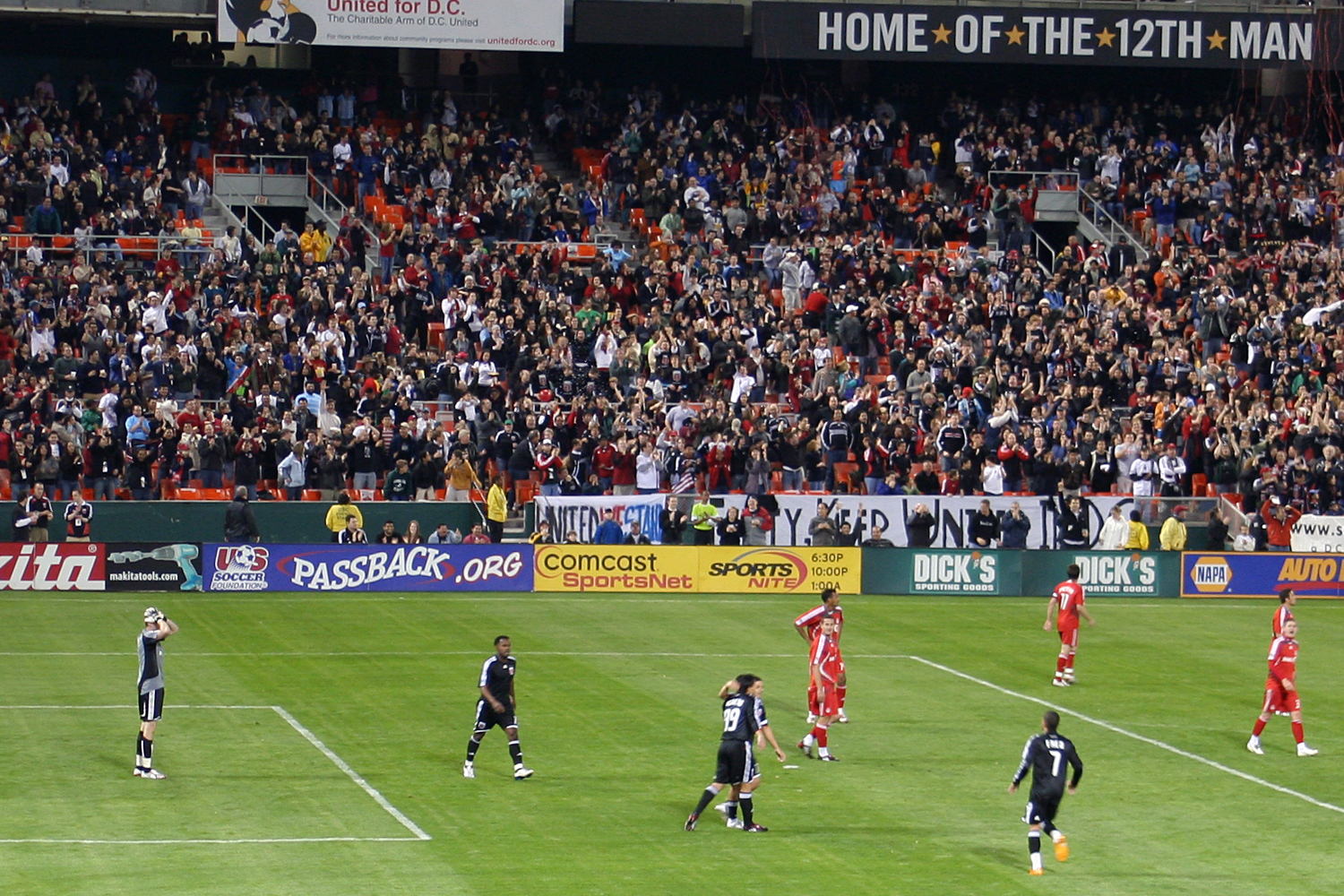
Moreno en su último partido, en 2010.

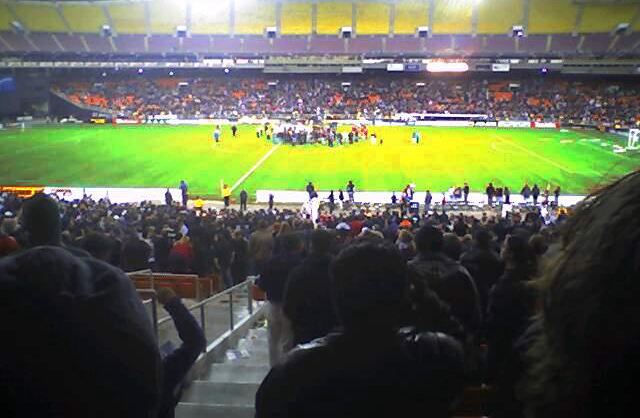
Celebración del D. C. United, tras ganar en 2004 la MLS Cup.

En este tiempo, tuvo una nueva etapa brillante con el D. C. United, siendo finalista del MLS MVP, además, fue nombrado al once ideal de la MLS (por segunda vez), y llevó al "DC" a su cuarta MLS Cup, en 2004.
Fue nombrado a otro Best XI (2005), y se lo incluyó en el MLS All-Time Best XI después de la temporada 2005.
En 2007, marcó su gol 108 en un penal contra el Toronto F. C. (el 19 de mayo), empatando con Jason Kreis como el máximo anotador de todos los tiempos en la MLS. El 22 de agosto del mismo año, en un partido contra el New York Red Bulls, marcó su gol 109, superando el récord de la liga anterior establecido por Jason Kreis (ex F. C. Dallas y Real Salt Lake).
El 17 de abril de 2009, Moreno se convirtió en el primer jugador de la MLS en alcanzar la marca de 100 goles y 100 asistencias, cuando asistió a Ben Olsen (en tiempo de descuento).

#### 2010 y retirada delD. C. United

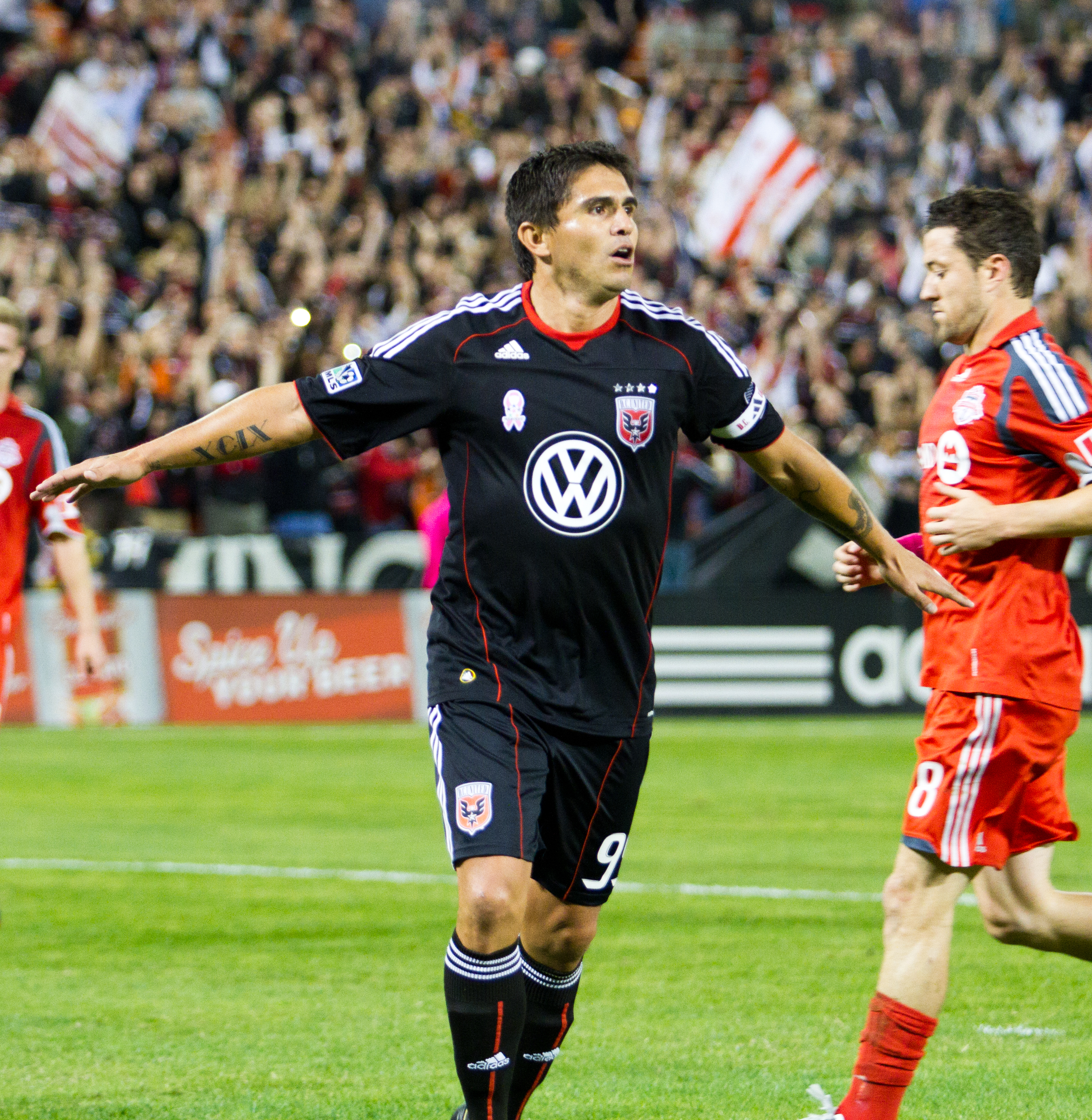
Jaime Moreno celebrando su último gol, de penal, en la MLS.

No cabe duda de que en el D. C. United consiguió sus mayores logros, el 12 de agosto de 2010, Jaime Moreno y el "DC" anunciaron que la temporada 2010 sería su último año con esa institución.
Su último partido fue en casa contra el Toronto F. C. el 23 de octubre de 2010, en el que anotó de penal.
Moreno y Steve Ralston son los únicos jugadores que han jugado en cada una de las 15 primeras temporadas de la MLS.
Tras su retirada del D. C. United, Moreno viajó a Santa Cruz de la Sierra, donde buscaba jugar en su querido Blooming, equipo del cual se considera un fiel hincha, para retirarse en su país, pero se hablaba de un equipo australiano que lo quería, al final, Moreno no pudo jugar en Blooming y regresó a Washington. Desde entonces se fue formando para ser entrenador, incluso fue el segundo entrenador de la selección sub-21 de EE. UU. en un torneo disputado en los Estados Unidos. Fue el entrenador de la categoría Sub-23 del D. C. United, categoría creada especialmente para que Jaime Moreno pueda prestar sus servicios y también trabaja como cazador de nuevos talentos para el club.

### Sport Boys
Tras su retirada del D. C. United, y debido al tiempo libre del que dispone, es aficionado al golf y ha disputado un campeonato en la ciudad boliviana de Cochabamba.
Formó parte de un equipo boliviano llamado Sport Boys, de la ciudad de Warnes, con el que se pretendió dar mayor importancia al torneo de la Primera A de la Asociación Cruceña de Fútbol (ACF), llevó el número 99 en recuerdo al D. C. United, pero no disputó todos los encuentros porque siguió siendo entrenador de la categoría sub-23 del D. C. United.

## Selección nacional
Jaime Moreno tuvo una amplia participación en su selección, comenzó en las eliminatorias al mundial de Estados Unidos en 1993, con 19 años. Después formó parte, de la selección boliviana que fue al mundial de Estados Unidos en 1994, posteriormente conformó el equipo boliviano que quedaría segundo en la Copa América de 1997, tras caer derrotada por Brasil. Participó también en la Copa FIFA Confederaciones de 1999, en las eliminatorias para el mundial de Francia y en las del mundial Corea y Japón.
Su última Copa América fue la disputada en el año 2007, donde marcó el séptimo mejor gol de toda esa competición ante Perú, en un partido que quedó igualado 2 a 2.
Ha sido internacional con la Selección de fútbol de Bolivia en 75 partidos, marcando 9 goles. Su último partido con la selección boliviana fue un amistoso disputado contra El Salvador en el estadio Robert F. Kennedy Memorial Stadium, el miércoles 22 de octubre de 2008, quedando 2-0 a favor de El Salvador.

### Participaciones enCopas del Mundo
| Mundial                        | Sede           | Resultado      | PJ | Goles |
| ------------------------------ | -------------- | -------------- | -- | ----- |
| Copa Mundial de Fútbol de 1994 | Estados Unidos | Fase de grupos | 2  | 0     |

### Participaciones enCopa Confederaciones
| Copa Confederaciones      | Sede   | Resultado      | PJ | Goles |
| ------------------------- | ------ | -------------- | -- | ----- |
| Copa Confederaciones 1999 | México | Fase de grupos | 2  | 0     |

### Participaciones enCopas América
| Torneo                 | Sede                   | Resultado              | PJ | Goles |
| ---------------------- | ---------------------- | ---------------------- | -- | ----- |
| Copa América 1991      | Chile                  | Fase de grupos         | 2  | 0     |
| Copa América 1993      | Ecuador                | Fase de grupos         | 3  | 0     |
| Copa América 1997      | Bolivia                | Subcampeón             | 5  | 1     |
| Copa América 1999      | Paraguay               | Fase de grupos         | 3  | 0     |
| Copa América 2007      | Venezuela              | Fase de grupos         | 3  | 1     |
| Total en Copas América | Total en Copas América | Total en Copas América | 16 | 2     |

### Participaciones enEliminatorias al Mundial
| Eliminatoria                                | Sede del Mundial       | Posición               | Resultado              | PJ                                 | Goles |
| ------------------------------------------- | ---------------------- | ---------------------- | ---------------------- | ---------------------------------- | ----- |
| Eliminatorias Mundial de USA 1994           | Estados Unidos         | 2°lugar 11pts Grupo B  | Clasificado            | 0 (una convocatoria como suplente) | 0     |
| Eliminatorias Mundial de Francia 1998       | Francia                | 8°lugar 17pts          | Eliminado              | 13                                 | 2     |
| Eliminatorias Mundial de Corea y Japón 2002 | Corea del Sur y Japón  | 7°lugar 18pts          | Eliminado              | 5                                  | 1     |
| Eliminatorias Mundial de Sudáfrica 2010     | Sudáfrica              | 9°lugar 15pts          | Eliminado              | 4                                  | 0     |
| Total en Eliminatorias                      | Total en Eliminatorias | Total en Eliminatorias | Total en Eliminatorias | 22                                 | 3     |

## Estilo de juego
Destacó siempre como un jugador que sabe dar buenos pases y buscar huecos, además se hizo un gran experto en tiros de falta y penalti, de hecho, muchos de los goles que consiguió en la MLS fueron por pentalty.
Es importante decir que él siempre se ha definido como un jugador experto en asistencias y pases precisos.

## Clubes
| Club                   | País           | Año                |
| ---------------------- | -------------- | ------------------ |
| Blooming               | Bolivia        | 1991 – 1994        |
| Independiente Santa Fe | Colombia       | 1994               |
| Middlesbrough F. C.    | Inglaterra     | 1994 – 1996 – 1997 |
| D. C. United           | Estados Unidos | 1996 – 2002        |
| New York MetroStars    | Estados Unidos | 2003               |
| D. C. United           | Estados Unidos | 2004 – 2010        |
| Sport Boys             | Bolivia        | 2011               |
| Sport Boys             | Bolivia        | 2013               |

## Palmarés y distinciones

### Títulos nacionales
| Título                         | Club                | País           | Año  |
| ------------------------------ | ------------------- | -------------- | ---- |
| Football League First Division | Middlesbrough F. C. | Inglaterra     | 1995 |
| Conference Cup                 | D. C. United        | Estados Unidos | 1996 |
| MLS Cup                        | D. C. United        | Estados Unidos | 1996 |
| U.S. Open Cup                  | D. C. United        | Estados Unidos | 1996 |
| MLS Supporters' Shield         | D. C. United        | Estados Unidos | 1997 |
| Conference Cup                 | D. C. United        | Estados Unidos | 1997 |
| MLS Cup                        | D. C. United        | Estados Unidos | 1997 |
| Conference Cup                 | D. C. United        | Estados Unidos | 1998 |
| MLS Supporters' Shield         | D. C. United        | Estados Unidos | 1999 |
| Conference Cup                 | D. C. United        | Estados Unidos | 1999 |
| MLS Cup                        | D. C. United        | Estados Unidos | 1999 |
| Conference Cup                 | D. C. United        | Estados Unidos | 2004 |
| MLS Cup                        | D. C. United        | Estados Unidos | 2004 |
| MLS Supporters' Shield         | D. C. United        | Estados Unidos | 2006 |
| MLS Supporters' Shield         | D. C. United        | Estados Unidos | 2007 |
| U.S. Open Cup                  | D. C. United        | Estados Unidos | 2008 |

### Títulos internacionales
| Título                           | Club         | Sede             | Año  |
| -------------------------------- | ------------ | ---------------- | ---- |
| Copa de Campeones de la Concacaf | D. C. United | Washington D. C. | 1998 |
| Copa Interamericana              | D. C. United | Fort Lauderdale  | 1998 |

### Distinciones individuales
- MLS Best XI: 1997, 1999, 2004, 2005, 2006
- MLS Cup MVP: 1997

### Otros
- Premio Mayor 2010 del Diario El Deber, como mejor jugador boliviano del año 2010.
- Segundo jugador con más asistencias en la historia de la MLS
- Mayor goleador de la historia de la MLS hasta septiembre del año 2011.

| Distinción                                | Año  |
| ----------------------------------------- | ---- |
| Bota de Oro de la Major League Soccer     | 1997 |
| Máximo asistente en la historia de la MLS | 2010 |
| Máximo anotador de la MLS                 | 2010 |
| Mejor jugador en la historia de la MLS    | 2010 |
| MLS All Stars                             | 2010 |
| Premio Mayor                              | 2010 |